# Bataille de Tall Tamer
Guerre civile syrienne
Batailles
La bataille de Tall Tamer se déroule lors de la guerre civile syrienne. Elle débute le 23 février 2015, par une offensive des forces de l'État islamique contre plusieurs villages au sud de la ville de Tall Tamer, dans la région du Khaddour, peuplée d'Assyriens et de Chaldéens. Le 10 mars les djihadistes étendent leur attaque dans les villages au sud de Ras al-Aïn. Cependant, soutenues par les frappes aériennes de la coalition menée par les États-Unis, les forces kurdes et assyriennes finissent par reprendre le terrain perdu le 27 mai.

## Déroulement

### Offensive de l'État islamique
- Territoire contrôlé par le gouvernement syrien et ses alliés
- Territoire contrôlé par l'État islamique
- Territoire contrôlé par les YPG et ses alliés

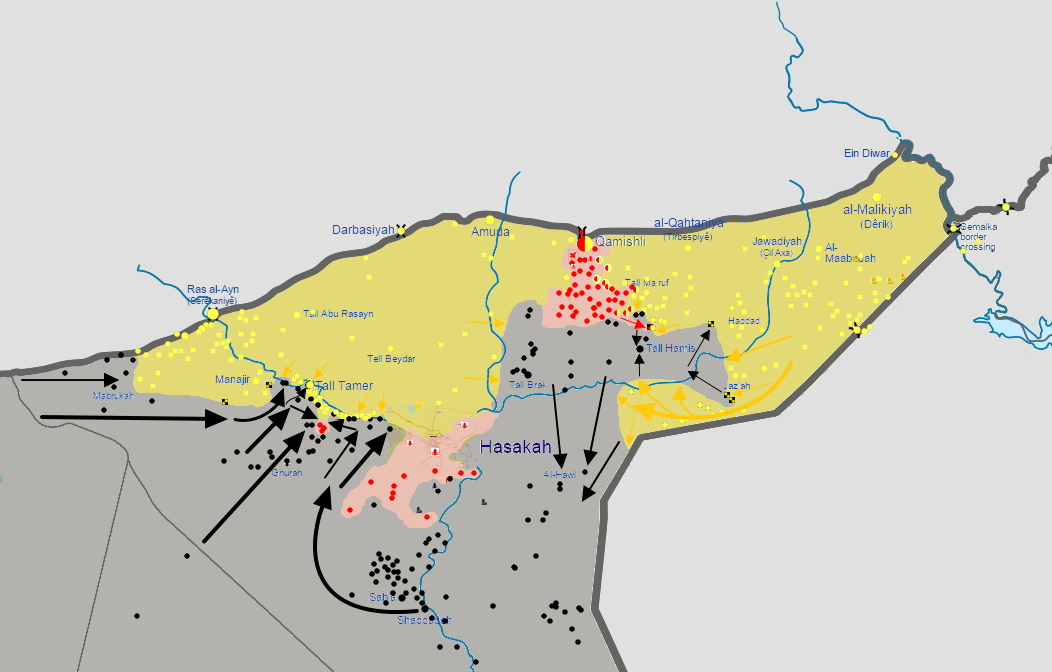
Carte de la situation dans le gouvernorat de Hassaké en février 2015
Territoire contrôlé par le gouvernement syrien et ses alliés
Territoire contrôlé par l'État islamique
Territoire contrôlé par les YPG et ses alliés
• Offensive de l'État islamique dans la zone de Tall Tamer à l'ouest de Hassaké
• Offensive des YPG dans la zone de Tall Hamis, à l'est de Hassaké (Deuxième bataille de Tall Hamis).

Le 23 février 2015, deux jours après une vaste offensive lancée par les YPG près de villes de Tall Hamis et Jazah, à l'est de Hassaké, les troupes de l'État islamique attaquent à leur tour, mais à l'ouest de Hassaké, près de Tall Tamer,. Peuplée de 6 000 habitants dont 3 000 chrétiens, la ville de Tall Tamer et ses villages environnants sont défendus par les troupes kurdes des YPG et un millier de combattants chrétiens réunis au sein des Gardes de Khabour et du Conseil militaire syriaque (MFS).
Le premier jour, les djihadistes font un raid sur les villages chrétiens de Tal Chamirane et Tal Hermouz, kidnappant plusieurs dizaines de civils assyriens et provoquant la fuite de plus de 3 000 autres,,,,. Les Gardes de Khabour et le MFS doivent reculer et laissent onze morts dans ces premiers combats.
Entre le 23 et le 26 février, les hommes de l'État islamique poursuivent leur raid dans onze villages au sud-ouest de Tall Tamer, brûlant deux églises et capturant encore d'autres chrétiens,,. Selon le directeur du Réseau assyrien des droits de l'Homme, Oussama Edward, 70 chrétiens assyriens « en grande majorité des femmes, des enfants et des personnes âgées » sont enlevés les 25 et 26 février et plus de 5 000 habitants prennent la fuite vers Hassaké et Qamichli,. Pour l'OSDH, au moins 220 chrétiens sont enlevés entre le 23 et le 26 février,. À la date du 26 février, dix villages chrétiens sont sous le contrôle des djihadistes,.

### Stabilisation de la ligne de front

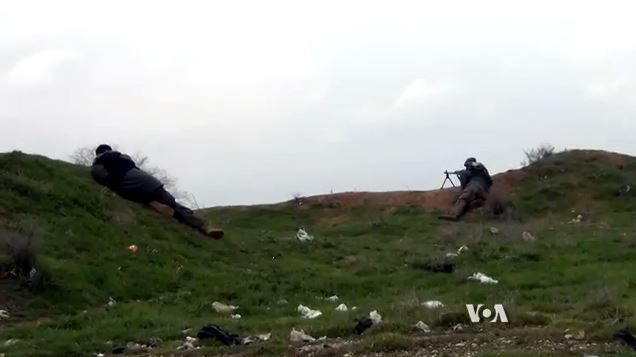
Des combattants du MFS près de Tall Tamer, le 25 février 2015.

Le 26 février, la coalition internationale intervient et bombarde des positions de l'EI près de Tall Tamer. En trois jours selon l'OSDH, les combats ont alors fait au moins 31 morts chez les combattants kurdes et assyriens et 35 tués du côté des djihadistes.
Le 7 mars, l'État islamique lance un nouvel assaut sur les positions kurdes et assyriennes. Il avance dans certains secteurs périphériques de Tall Tamer, mais il est repoussé à Tall Nasri, au sud de la ville. Les combats font au moins huit morts chez les djihadistes et trois chez les YPG dont Ivana Hoffmann, tandis que deux civils sont également tués à Tall Tamer par des bombardements de l'EI,.
Le 8 mars, les djihadistes prennent le village de Tall Mras aux Gardes de Khabour. Ces derniers se replient sur une colline où ils parviennent pendant la nuit à contenir les assauts de l'EI avec l'aide des YPG. Selon Luc Mathieu, reporter pour Libération, deux miliciens chrétiens et 16 djihadistes sont tués dans ce combat,. Pour l'OSDH, les combats font environ 40 morts de part et d'autre.
Le 10 mars, l'État islamique étend son offensive vers l'ouest et essayant de progresser vers Ras al-Aïn,,. Les djihadistes lancent une attaque de grande ampleur avec plusieurs centaines d'hommes, des chars et de l'artillerie,. Les combats débutent à al-Manajir et Tal Khanzir et les djihadistes s'emparent d'un village,. Les combats font des dizaines de morts dans les deux camps.
Le 16 mars, soutenus par les frappes de la coalition, les YPG progressent sur quelques positions au sud de Tall Tamer. Le 18, ils s'emparent d'un blindé et tuent sept djihadistes au sud de Ras al-Aïn. Le 20, quatre combattants kurdes et sept djihadistes sont tués. Le 5 avril, les djihadistes détruisent l'église du village de Tal Nasri,,. Le 9, au moins six kurdes et huit djihadistes sont tués dans une attaque de l'EI. Les 10 et 11, les combats font au moins sept morts chez les YPG et 24 du côté de l'EI. Le 26 avril, au moins 16 djihadistes sont tués dans les combats près d'al-Manajir et Tall Tamer, ainsi que deux combattants kurdes,.

### Contre-offensive des Kurdes et alliés

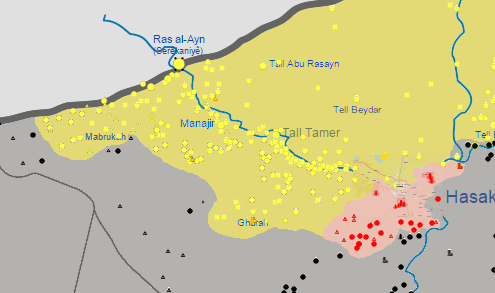
Situation au sud de Tall Tamer et Ras al-Aïn le 28 mai 2015.
Territoire contrôlé par le gouvernement syrien et ses alliés
Territoire contrôlé par l'État islamique
Territoire contrôlé par les YPG et ses alliés

Le 1er mai, les Kurdes et les milices assyriennes du MFS et des Gardes de Khabour reprennent le contrôle de la route reliant Tall Tamer à Hassaké, ainsi que cinq villages, après des combats ayant fait en deux jours au moins 35 morts chez les djihadistes, dont plusieurs par des frappes américaines, et au moins 12 du côté des YPG. Le 9 mai, l'EI lance une attaque au village de Tal Boka, au sud de Ras Al-Aïn, qui commence par l'explosion de deux véhicules piégés conduits par des kamikazes, tandis que d'autres affrontements ont également lieu dans les environs de Tall Tamer, causant la mort selon l'OSDH de 22 djihadistes et de deux combattants des YPG. 
Le 10 mai, des combats ont lieu au village d'al-Salihiyyi, où au moins huit hommes de l'EI sont tués. Le 13, les Kurdes reprennent la zone d'Alya, au nord-ouest de Tall Tamer après plusieurs jours de combats, pendant lesquels un Iranien des YPG trouve la mort. Le 14, ils reprennent plus de 20 villages au sud de Ras al-Aïn.

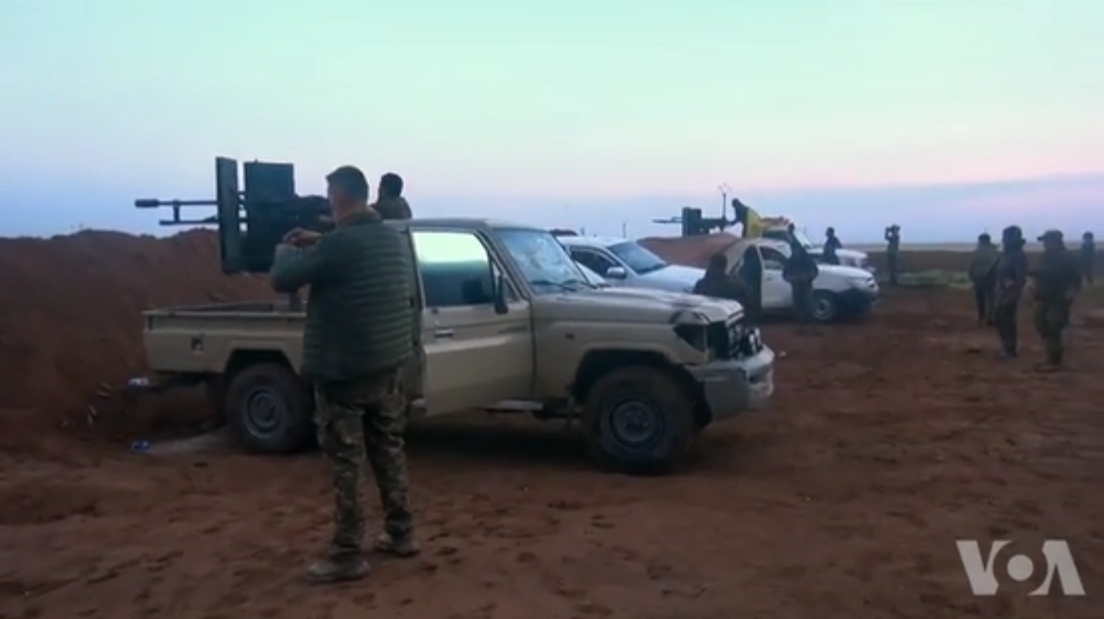
Membres des YPG ouvrant le feu sur des positions de l'État islamique depuis une tranchée à l'ouest de Tall Tamer, c. 14 mai 2015.

Du 17 au 19 mai, en coordination avec les YPG, l'aviation de la coalition bombarde massivement les positions de l'État islamique dans le gouvernorat de Hassaké. Au moins 170 djihadistes sont tués en 48 heures selon l'OSDH, en grande majorité par les frappes aériennes,. Pendant ce temps, les Kurdes et les milices assyriennes poursuivent leur avancée et s'emparent de 20 villages dans l'ouest du gouvernorat et près du Mont Abdoul Aziz,,,. Le 20, les Kurdes encerclent une douzaine de villages tenus par l'EI. Le 21, ils prennent celui d'Aghaybesh. Le 23, au moins deux autres villages sont pris au sud de Ras al-Aïn. Le 25, les combats se poursuivent dans la zone d'Abo Jlud, où au moins deux Kurdes sont tués par un véhicule kamikaze. Finalement le 27 mai, après dix jours d'offensive, les forces kurdes et assyriennes reprennent les 14 villages chrétiens conquis par l'EI en février. Les YPG prennent également la ville de Mabrouka, au sud-ouest de Ras al-Aïn. En 20 jours, les YPG, les Gardes de Khabour, le MFS et l'Armée al-Sanadid se sont alors emparés de 4 000 kilomètres carrés depuis Mabrouka à l'ouest aux montagnes d'Abdoul Aziz à l'est. Selon l'OSDH, plus de 230 villes, villages et fermes ont été repris pendant cette période et au moins 260 djihadistes ont été tués par les combats et les frappes aériennes de la coalition,.
Les Kurdes des YPG sont cependant accusés d'exactions contre les populations arabes pendant leur progression. Selon l'OSDH, d'après des habitants, 20 civils dont cinq femmes et deux enfants, sont assassinés vers fin mai au village d'Abo Shakhat, au sud-ouest de Ras Al-Aïn. Dans d'autres lieux, des habitants arabes sont chassés et leurs maisons détruites au bulldozer ou incendiées. Les YPG nient cette accusation et affirment que les civils tués dans le village d'Abo Shakhat ont été utilisés comme boucliers humains par les hommes de l'État islamique et victimes d'une attaque kamikaze ayant fait également deux morts dans leurs rangs.

### Suites
Après leur victoire au sud de Tall Tamer, les forces kurdes et alliées avancent vers Tall Abyad, sur la route de Kobané. Les combats ont lieu au sud-ouest de Ras al-Aïn, où selon l'OSDH au moins huit djihadistes et trois Kurdes sont tués le 31 mai. Le 24 juin, près du village d'Om al-Masamir, au sud de Tall Tamer, les YPG découvrent 52 corps de djihadistes, tués par les frappes de la coalition.

## Pertes
Selon l'Observatoire syrien des droits de l'homme (OSDH), les djihadistes de l'État islamique comptent au moins 200 morts entre février et début mai 2015 et 260 morts entre le 6 et le 28 mai 2015.
Les pertes des forces kurdes, assyriennes et alliées ne sont pas connues de manière exhaustives. L'OSDH fait état dans leurs rangs d'au moins 31 morts du 23 au 26 février 2015.
Le 27 mai, les porte-paroles des YPG et du MFS, Redur Xelil et Hevro Kino Gabriel, avancent que les combats livrés du 6 au 21 mai ont fait 46 morts chez les forces kurdes et assyriennes, tandis que les djihadistes ont eu 532 morts — et dont 146 corps ont été récupérés — et deux combattants faits prisonniers. 
Une volontaire allemande, Ivana Hoffman, dite « Avasin Tekosin Gunes », membre du MLKP, est tuée au combat le 8 mars 2015,,,. Elle est la première femme combattante étrangère à trouver la mort en Syrie en affrontant l'État islamique aux côtés des YPG.

## Otages assyriens
Après leur capture entre le 23 et le 26 février, les 224 ou 231 Assyriens enlevés sont séparés entre hommes et femmes et conduits à Al-Chaddadeh,. Ils y sont enfermés dans une unique grande salle. Les djihadistes les poussent à se convertir à l'islam, sans succès,. Une adolescente de 14 ans, nommée Caroline Shlimoun, est mariée de force à un émir irakien,. À l'automne, les prisonniers sont conduits à Raqqa,.
Les djihadistes envoient un émissaire auprès de l'évêque assyrien, Mar Aprim Athniel, afin de réclamer une rançon. Les négociations sont menées par le biais de contrebandiers à la frontière irako-syrienne. Un chef de tribu sunnite, Abou Qoussay, se charge de mener les négociations de la part des chrétiens. Celles-ci commencent le 28 février. Le 1er mars, l'EI relâche un premier groupe de 19 chrétiens, après les avoir fait comparaître devant un tribunal islamique et en échange du paiement d'une « djizîa ». Le 3 mars, le nombre des personnes libérées passe à 24 selon l'OSDH. Le 11 août, l'État islamique libère 22 des 200 Assyriens enlevés en février, dont 14 femmes âgées,. Mais le 23 septembre, estimant que les négociations piétinent, l'État islamique exécute par balles trois de ses otages — Abdelmasih Newya, Ashour Abraham et Bassam Issa Mikhael — vêtus de combinaisons orange, et diffuse la vidéo de leur mise à mort en menaçant de faire subir le même sort à trois autres captifs,. Cette annonce provoque une onde de choc : la diaspora assyrienne et d'autres communautés chrétiennes se mobilisent pour récolter des fonds,. Le 7 novembre, après une médiation de chefs de tribus arabes, l'EI relâche à nouveau 37 chrétiens — 27 femmes et 10 hommes pour la plupart âgés — qui sont reconduits à Tall Tamer. À cette date, selon le Réseau assyrien des droits de l'homme, 88 des otages enlevés en février ont été libérés et 124 sont encore aux mains des djihadistes. Le 22 février 2016, l'État islamique relâche les derniers chrétiens qui avaient été enlevés près de Tall Tamer : un groupe de 43 personnes, hommes, femmes et enfants,. 500 000 ou 5 millions de dollars auraient été versés comme rançon,.

## Vidéographie
- Vidéos des YPG sur les combats (Youtube).
- Vidéos du MFS sur les combats : (Youtube : Syriac Military Council - MFS liberated the village of Tel Hormizd)
- [vidéo] Syrie : le cauchemar des chrétiens de la vallée du Khabour, France 24, 22 septembre 2017.

## Cartes des combats
- Cartes des combats réalisées par Agathocle de Syracuse.